# Miletus florensis
Miletus florensis är en fjärilsart som beskrevs av Hans Fruhstorfer 1913. Miletus florensis ingår i släktet Miletus och familjen juvelvingar. Inga underarter finns listade i Catalogue of Life.